# 斯威特沃特 (伊利諾伊州)
斯威特沃特（英語：Sweet Water）是位於美國伊利諾伊州默納德縣的一個非建制地區。該地的面積和人口皆未知。

## 地理
斯威特沃特的座標為40°03′14″N 89°41′38″W / 40.05389°N 89.69389°W，而該地的平均海拔高度為184米（即604英尺）。